# Samuel Steward
Samuel Morris Steward (Woodsfield, 23 de julho de 1909 – Berkeley, 31 de dezembro de 1993), também conhecido como Phil Andros, Phil Sparrow, e muitos outros pseudónimos, foi um poeta, romancista e professor universitário, que deixou o mundo académico para se tornar tatuador e pornógrafo.
Ao longo da sua vida, manteve extensos diários secretos e estatísticas sobre a sua vida sexual. Viveu a maior parte da sua vida em Chicago, onde tatuou marinheiros do centro de treino da Marinha dos EUA, bem como membros de gangues e pessoas da rua, numa loja de tatuagens na South State Street. Mais tarde, mudou-se para a zona de São Francisco, onde passou o final dos anos 1960 como tatuador oficial da gangue de motociclistas Hells Angels .

## Vida e carreira
Sam Steward nasceu em Woodsfield, Ohio, em 1909. Aos 18 anos, em 1927, começou a frequentar a Universidade Estadual do Ohio (OSU), em Columbus. De 1932 a 1934, lecionou inglês na OSU como assistente universitário. A sua primeira colocação  por um ano foi como professor de inglês, em 1934, no Carroll College, em Helena, Montana. Em 1936, foi demitido sumariamente do seu segundo lugar como professor, na Universidade Estadual de Washington, em Pullman, em virtude de ter feito um retrato simpático de uma prostituta no seu elogiado romance, Angels on the Bough (1936). Subsequentemente, mudou-se para Chicago, onde lecionou na Loyola University até 1946. Depois de deixar Loyola, para colaborar numa reedição doWorld Book Encyclopedia, voltou a lecionar, desta vez na DePaul University.
Nascido numa família metodista, Steward converteu-se ao catolicismo durante os anos em que frequentou a universidade, mas há muito abandonara a Igreja Católica quando aceitou a sua posição como professor na Universidade de Loyola. De meados dos anos 1930 até 1949, foi um alcoólico, mas conseguiu superar o seu víciocom a ajuda dos Alcoólicos Anónimos .
Steward foi apresentado a Gertrude Stein, em 1932, através do seu orientador académico, Clarence Andrews, e manteve com a autora uma longa correspondência, que resultou numa amizade calorosa. Steward foi visita de Stein na sua casa de campo alugada, no sul de França, nos verões de 1937 e 1939. Durante a viagem de 1937, cruzou-se com muitas outras figuras literárias, incluindo Thornton Wilder, Lord Alfred Douglas (amante de Oscar Wilde), Thomas Mann e André Gide. Steward descreveu esses encontros, alguns deles sexuais, no seu breve livro de memórias, Chapters from an Autobiography. Também falou da sua amizade com Gertrude Stein e Alice B. Toklas, a companheira de Stein, no seu livro Dear Sammy: Letters from Gertrude Stein and Alice B. Toklas.
No final de 1949, Sam Steward conheceu o famoso investigador em sexologia, Alfred Kinsey, e, posteriormente, tornou-se um colaborador não oficial do instituto de investigação de Kinsey, o Institute for sex Research. Durante os anos em que colaborou com o instituto, Steward coligiu e doou materiais de temática sexual ao arquivo do instituto, deu a Kinsey acesso aos seus registos sexuais secretos, apresentou-o a um grande número de homens sexualmente ativos da área de Chicago e forneceu-lhe um grande número de fotos sexuais tiradas com Polaroid, obtidas nas frequentes orgias sexuais exclusivamente masculinas que ele organizava no seu apartamento de Chicago. Também permitiu a Kinsey que fotografasse detalhadamente o seu apartamento, decorado com motivos sexuais. Por fim, doou também ao instituto um grande número de desenhos, pinturas e objetos decorativos que ele próprio criou.
Na primavera de 1950, a convite de Kinsey, Steward deixou-se filmar enquanto fazia sexo BDSM com Mike Miksche, um artista erótico de Nova Iorque, também conhecido como Steve Masters. Depois de Gertrude Stein, Kinsey era o mentor mais importante de Steward; mais tarde, Steward diria que Kinsey não era apenas "de trato fácil", mas também uma espécie de portador divino de conhecimentos fundamentais para a humanidade, o que explica porque lhe deu a alcunha de "Doutor Prometeu".
Ao fazer a transição de professor universitário para tatuador, durante os anos 1950, Steward fez amizade com vários artistas e escritores gay, incluindo Paul Cadmus, George Platt Lynes, Julien Green, Fritz Peters e Glenway Wescott . A pedido de Kinsey, Steward mantinha diários altamente detalhados das suas atividades sexuais, que registava num ficheiro secreto de cartões, ao qual ele chamava o seu "Stud File" ("Ficheiro de Garanhões"). A partir de 1957, começou a contribuir com contos, baseados nos seus muitos encontros sexuais, para a revista homófila Der Kreis ("O Círculo"), publicada em Zurique, para a qual também contribuiu com ensaios, resenhas e jornalismo homófilo.
Durante os seus últimos anos em Chicago, Steward tornou-se amigo do fotógrafo Chuck Renslow, proprietário do Kris Studio, e com o sócio de Renslow, Dom Orejudos, o ilustrador homoerótico, também conhecido como "Stephen" e "Etienne". Renslow mais tarde viria a abrir o The Gold Coast, o primeiro bar de leather de Chicago, e fundar o International Mr. Leather, uma reunião anual de fetichistas do couro de todo o mundo.
Na década de 1960, Steward começou a escrever e a publicar literatura erótica sob o nome de Phil Andros, inicialmente em colaboração com a revista dinamarquesa Eos/Amigo. Alguns dos seus primeiros trabalhos descreviam o seu fascínio pelo homens de aspeto muito masculino, por vezes violentos, e pelo sexo sadomasoquista; noutros descreciam a dinâmica de poder dos encontros sexuais inter-raciais entre homens. Em 1966, graças à alteração das leis americanas sobre publicação de materiais obscenos, Stewar pode publicar a sua coleção de contos $TUD na Guild Press, nos Estados Unidos, sob o pseudónimo de Phil Andros. No final da década de 1960, Steward começou a escrever uma série de romances de cordel pornográficos, em que Phil Andros era o narrador.
Como um dos mais importantes tatuadores dos anos 1950 e 1960, Steward foi inspirado pelo mestre tatuador de Milwaukee, Amund Dietzel. Steward, por sua vez, inspirou Cliff Ingram, também conhecido como Cliff Raven, e Don "Ed" Hardy, ou simplesmente Ed Hardy, encorajando ambos a praticar tatuagem ao estilo japonês, um estilo que ele mesmo admirava. Depois de se retirar da tatuagem, em 1970, Steward escreveu uma história social da tatuagem americana dos anos 1950 e 1960, que foi publicada com o título Bad Boys and Tough Tattoos.

## Morte
No final da sua vida, Steward sofreu de doença pulmonar obstrutiva crônica o que, conjuntamente com o ser vício em barbitúricos, afetou muito a sua escrita. Morreu aos 84 anos em Berkeley, Califórnia.

## Recepção e artigos académicos
A partir de 2001, o biógrafo de Steward, Justin Spring, conseguiu encontrar e ter acesso ao arquivo de Steward e começou a escrever a sua biografia, Secret Historian: The Life and Times de Samuel Steward, Professor, Tattoo Artist e Sexual Renegade, que seria publicada em 2010 pela Farrar, Straus e Giroux. O livro foi muito bem recebido e foi finalista do National Book Award.
Em 2012, 2014 e 2018, Seth Eisen, da Eye Zen Presents, criou a peça "Homo File", que retrata a vida e os tempos de Steward, como parte de um projeto para desenterrar e divulgar a história gay, dos tempos em que homossexualidade era palavra proibida.

## Honras
O San Francisco South of Market Leather History Alley, inaugurado em 2017, consiste em quatro obras de arte ao longo da Ringold Alley, em homenagem à cultura leather. Uma das obras de arte é uma pegada de botas em metal ao longo do passeio que honra 28 pessoas (incluindo Steward) que foram importantes para as comunidades de leather de São Francisco.

## Obras

### Como Philip Sparrow:
- Philip Sparrow Tells All: Lost Essays by Samuel Steward, Writer, Professor, Tattoo Artist, editado por Jeremy Mulderig (2015)

### Como Phil Andros:
- The Motorcyclist (1953)
- $tud (1966)
- The Joy Spot (1969)
- My Brother, the Hustler (1970; publicado posteriormente com o título My Brother, My Self)
- San Francisco Hustler (1970; publicado posteriormente com o título The Boys in Blue)
- When in Rome, Do... (1971; publicado posteriormente com o título Roman Conquests)
- Renegade Hustler (1972; publicado posteriormente com o título Shuttlecock)
- Below the Belt and Other Stories (1975)
- The Greek Way (1975; publicado posteriormente com o título Greek Ways)
- Different Strokes: Stories (1984)

### Como Samuel M. Steward:
- Pan and the fire-bird (1930; contos)
- Angels on the Bough (1936)
- Dear Sammy: Letters from Gertrude Stein and Alice B. Toklas (1977, ed.)
- Parisian Lives (1984; romance)
- Chapters from an autobiography (1981; memórias)
- Love Poems: Homage to Housman (1984;  ManRoot; primeira edição)
- Murder Is Murder Is Murder (1985; um mistério de Gertrude Stein e Alice B. Toklas Mystery)
- The Caravaggio Shawl (1989; um mistério de Gertrude Stein e Alice B. Toklas Mystery)
- Bad Boys and Tough Tattoos: a Social History of the Tattoo with Gangs, Sailors, and Street-Corner Punks, 1950-1965 (1990)
- Understanding the Male Hustler (1991)
- Pair of Roses (1993)